# Cogitata Metaphysica

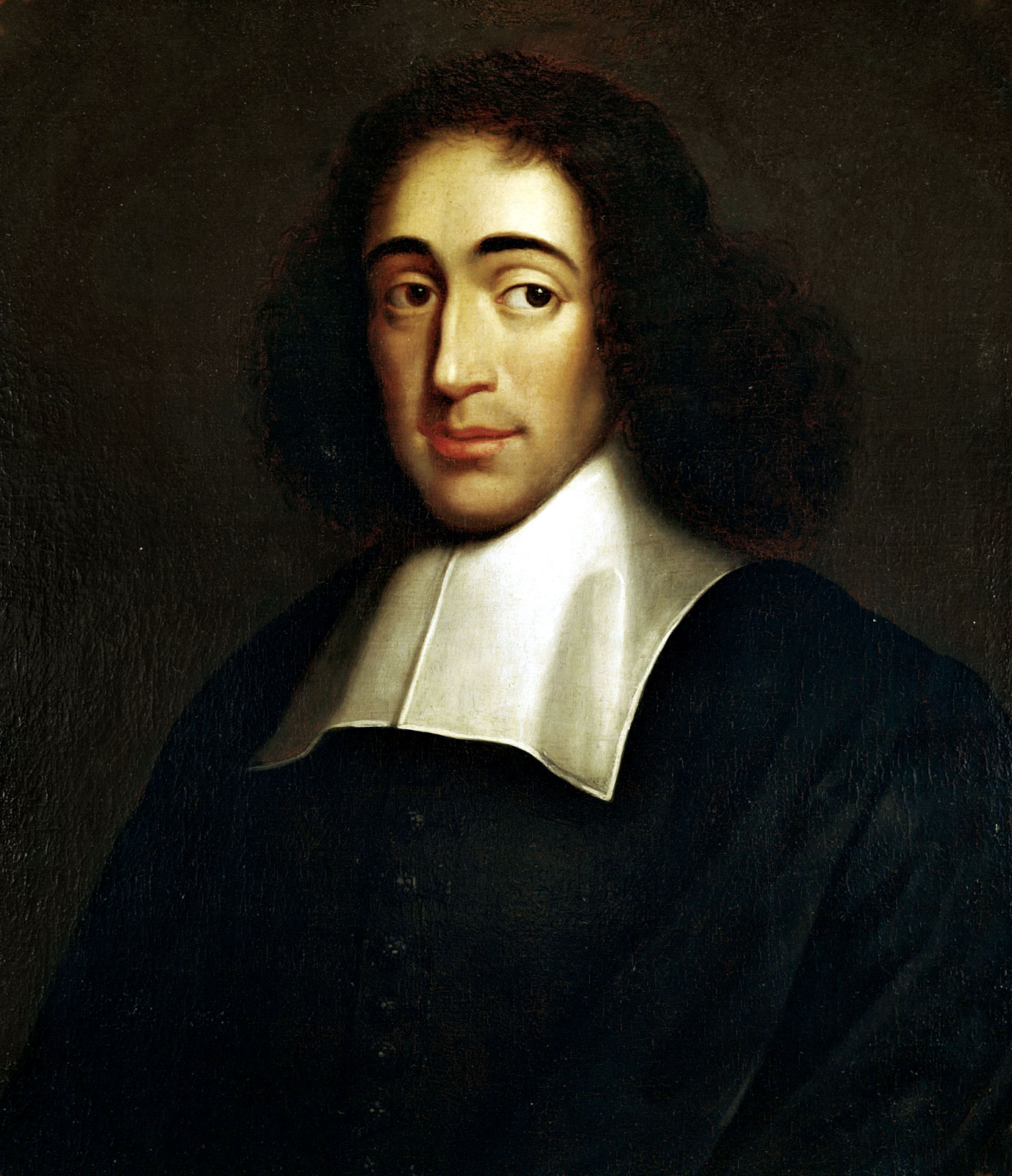
Spinoza

De Cogitata Metaphysica (CM – Metafysische gedachten) is een beschouwing over een aantal metafysische kwesties geschreven door Baruch Spinoza (Latijn: Benedictus de Spinoza). Het is de eerste opstap naar de filosofie van Spinoza.

## Opbouw

### Voorwoord
Het voorwoord is geschreven door een vriend van Spinoza, Lodewijk Meijer, die de tekst redigeerde. Hij beschrijft de denkbeelden van Spinoza die verschillen met die van Descartes. Meijer ging selectief te werk en heeft het voornamelijk over de vrije wil, de geest als substantie en Gods onlichamelijkheid.
De tekst zelf bestaat uit twee delen.

### Deel 1
Het eerste deel bestaat uit zes hoofdstukken:
- Het zijnde, de fictie en gedachteconstructie;
- Wat de essentie is, wat existentie is, wat idee is en wat kracht is;
- Omtrent noodzakelijkheid, onmogelijkheid, mogelijkheid en contingentie;
- Over de duur en tijd;
- Over de tegenstelling, rangschikking, etc.;
- Over het ene, het ware en het goede.

### Deel 2
Het tweede deel kent twaalf hoofdstukken over de attributen van God:
- Over Gods eeuwigheid;
- Over de eenheid van God;
- Over de onmetelijkheid van God;
- Over de onveranderlijkheid van God;
- Over de eenvoudigheid van God;
- Over het leven van God;
- Over Gods intellect;
- Over Gods wil;
- Over Gods macht;
- Over De schepping;
- Over Gods medewerking;
- Over de menselijke geest.

## Inhoudelijk
Spinoza's denken benadrukt de primaire rol van God en het belang van de modale noties van noodzakelijkheid en contingentie en de concepten eeuwigheid en duur. Het werk benadrukt Spinoza's rol als een expert in en zowel volgeling als criticus van het cartesianisme en haar speciale karakter als model van de nieuwe filosofie.

## Historische achtergrond
In 1661 vestigde Spinoza zich in Rijnsburg. Hij woonde toen samen met een van zijn studenten in de cartesiaanse filosofie, Johannes Casearius. Hij liet hem kennismaken met het werk Principia Philosophiae (1644) van René Descartes. Het materiaal dat hij toen dicteerde aan Caesarius vormde de basis van zijn Cogitata Metaphysica. Hij haalde zijn inspiratie uit de eerste drie hoofdstukken. Vooral het tweede hoofdstuk More Geometrico kende een grote weerslag.

## Uitgave
In 1663 werd de tekst uitgegeven onder de titel Renati Des Carte principiorum philosophiae & Cogitata metaphysica (PPC) en gepubliceerd door Johannes Rieuwertsz, in de Dirk van Assen-Steeg, Martyrologium.

## Kritiek
Op 27 maart in Dordrecht schrijft de calvinistische graanhandelaar Willem van Blyenbergh een brief aan Baruch Spinoza. Spinoza ressorteert op dat moment in Voorburg. In deze brief geeft hij kritiek op de Cogitata Metaphysica. Die formuleert hij in vragen en vaststellingen:
- Hoe is het onderscheid te maken tussen de opinies van Descartes en de opinies van Spinoza?
- Is er in realiteit wel zoiets als een fout of een error en waarin komt dit tot uiting?
- Hoe handhaaf je dat vrije wil niet bestaat?
- In het voorwoord staat dat overeengekomen wordt met Descartes dat er zoiets als een denkende substantie bestaat in de natuur. Toch ontkent Spinoza dat die substantie deel uitmaakt van de menselijke geest.
- Er wordt volgehouden dat de kennis die we hebben over God en onszelf het verlangen doet ontstaan dat elk van ons zichzelf bezit. Waarom dat verlangen wordt uitgelokt is niet uitgelegd in de tekst.